# Mathias Zdarsky

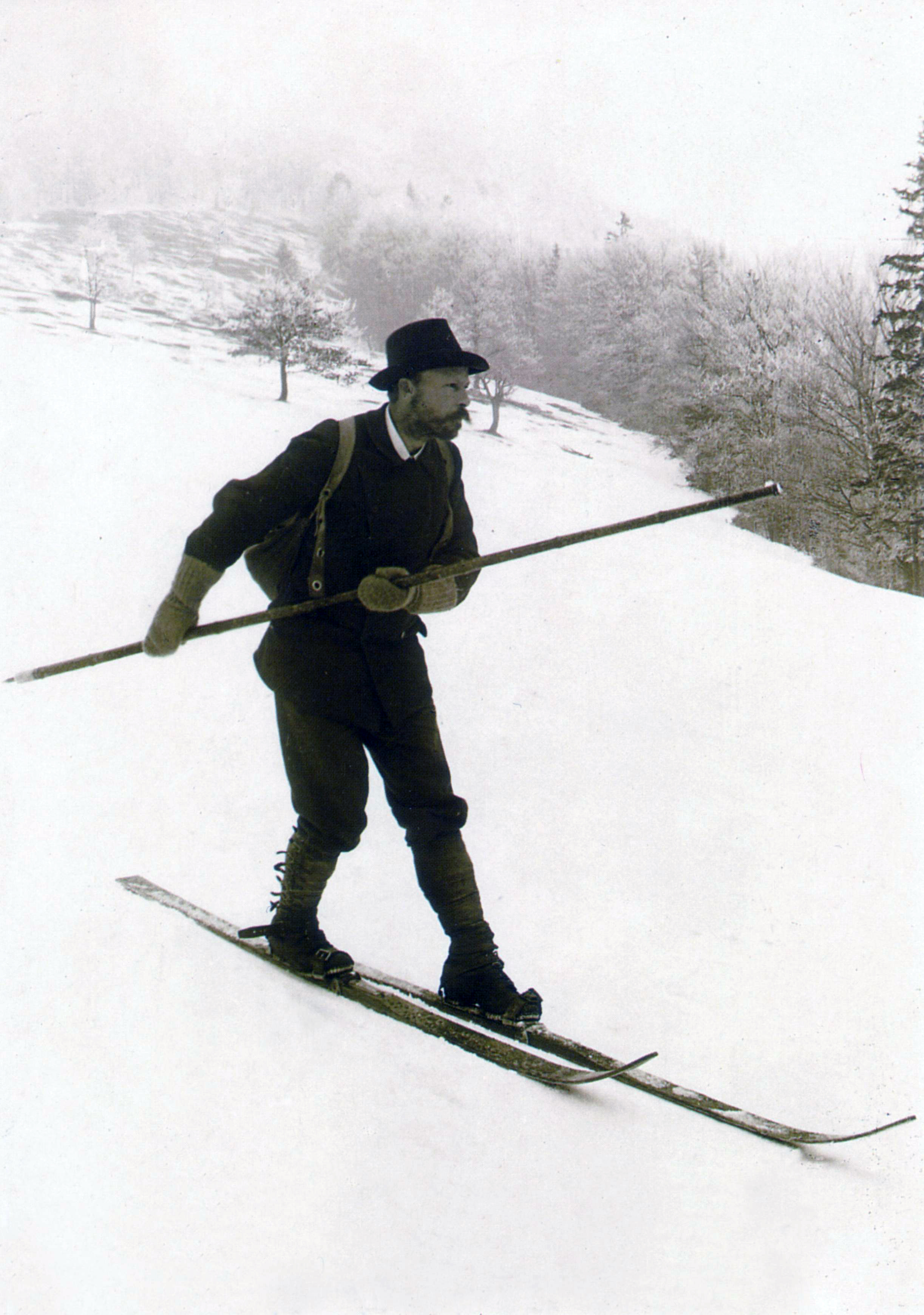
Mathias Zdarsky někdy kolem roku 1905

Mathias Zdarsky (rodným jménem Matyáš Žďárský, 25. února 1856 Kožichovice – 20. června 1940 Sankt Pölten v Rakousku) byl jedním z prvních lyžařských průkopníků a je považován za jednoho ze zakladatelů alpské lyžařské techniky. Po usazení na statku u Lilienfeldu v Dolních Rakousích se zapsal do historie vynálezem tzv. lilienfeldského vázání patentovaného i v zahraničí. V roce 1896 vydal knihu Lilienfelder Skilauf-Technik (Lilienfeldská lyžařská technika). Mimo lyžování pracoval také jako učitel, malíř a sochař.

## Život
Matyáš Žďárský se narodil jako sedmé dítě do rodiny mlynáře Jana Žďárského a matky Josefy v Kožichovicích u Třebíče. Po smrti otce odešla matka s dětmi do Třebíče. Už v dětství oslepl na levé oko. V roce 1874 maturoval na reálném gymnáziu v Jihlavě, pokračoval ve studiu na německém učitelském ústavu v Brně (Lehrerbildungsanstalt) a až do roku 1883 vyučoval (1878 Vídeň, 1881 Elsenreith, káznice / Strafanstalt Stein). Další jeho studijní dráha směřovala do Mnichova, kde se věnoval malířství a sochařství, v Curychu pak pokračoval na polytechnice. Během svého studia podnikl mnoho cest do podél Dunaje, do Bosny, Itálie a Severní Afriky, z kterých se dochovaly jeho skici a obrazy.
Zdarsky našel jako pravý turnerský nadšenec zálibu i v létání. Po usazení na horské zemědělské usedlosti Habernreith u Marktlu v Lilienfeldu ho oslovila polární výprava Fridtjofa Nansena do Grónska a tak jako mnoho dalších v této době se započal věnovat lyžování. Na prvních lyžích z Norska začal brzy experimentovat. Brzy si uvědomil, že norská škola je pro Alpy nevýhodná. Proto v roce 1890 vyvinul postranní, silně odpružené ocelové vázání, s kterým se lépe zatáčelo a pata se nesesouvala. V roce 1896 si nechal vázání patentovat. Zdarskyho patent se stal prototypem moderního lyžařského vázání. Po vzoru norské školy používal zprvu jen jednu lyžařskou hůl (Skistock).
V roce 1898 založil Lilienfeldský lyžařský spolek (Lilienfelder Skiverein) a v roce 1900 Mezinárodní alpský lyžařský spolek (Internationale Alpen Ski-Verein, později přejmenován na Alpen Ski-Verein). V následujícím roce (1901) již pořádal první závod ve sjezdu a v roce 1905 ve slalomu, nakonec se stal nejlepším světovým lyžařem. Jeho učitelské vzdělání mu umožnilo pořádat výukové lyžařské kurzy v rakouských Alpách, Beskydech, v Německu, Švýcarsku a v Karpatech. Jen v letech 1896–1916 prošlo Zdarskyho výcvikem více než dvacet tisíc lyžařů.
Za první světové války působil v c. k. rakousko-uherské armádě nejprve jako lyžařský instruktor a později v roli lavinového experta. Proto v roce 1916 vedl vojenskou lavinovou záchrannou akci, při níž utrpěl četná vážná zranění. Za zásluhy při výcviku mu císař udělil v roce 1916 Rytířský kříž řádu Františka Josefa a v roce 1931 mu byl za udělen Zlatý odznak Za zásluhy o Rakouskou republiku / Goldene Ehrenzeichen für Verdienste um die Republik Österreich. Vzhledem k utrpěným zraněním se vrátil v roce 1917 do Habernreithu. Svou pílí a bojovností se dopracoval po osmi letech znovu k lyžování. Zemřel v hotelu Pittner v Sankt Pöltenu, kam se uchýlil po zhoršení zdravotního stavu, 20. června 1940. Místem jeho posledního spočinutí se mu stala hrobka na vlastní usedlosti v Habernreithu.

## Zdarskyho technika a alpská lilienfeldská škola
Zdarskyho technika spočívala v bezpečném zvládnutí příkrých svahů a terénních nerovností pomocí tzv. přívratných oblouků a jízdy v pluhu s využitím jedné hole jako opory. Jeho technika odstartovala vývoj sjezdové přívratné techniky, která byla postupně zdokonalována. V roce 1896 vydal lyžařskou příručku Lilienfelder Skilauf-Technik / Lilienfeldská lyžařská technika, čím se stal zakladatelem tzv. alpské lilienfeldské školy jízdy na lyžích, která vyhovovala hlavně alpským terénům.
„Pro lilienfeldskou školu byla typická jízda v obloucích o kratším poloměru, širší stopa, nižší postoj a předklon na místo záklonu u norské školy. Používala přívratu a pluhu, při nichž (Zdarsky) předsunoval mírně odlehčenou vnitřní lyži a používal jednu delší hůl s hákem, kterým se zachycoval při stoupání o stromy a pro usnadnění zatáčení a brzdění. Zkrátil poměrně dlouhé norské a finské lyže na délku 190–220 cm, určil závislost délky na hmotnosti a výšce lyžaře.”
Vývoj lyžařských sjezdových technik a škol

## Památka
- Mount Zdarsky – hora na Antarktickém poloostrově
- 1951 – Zdarskyweg, ve Vídni-Hietzing
- 1977 – Zdarskystraße v St. Pölten
- 1981 – Bezirksheimatmuseum / Okresní vlastivědné muzeum v Lilienfeldu zřídilo expozici o Zdarskym
- 1996 – sloučeno do Zdarsky-Skimuseum / Zdarskyho lyžařské muzeum.
- 1981 – mezi rakouským městem Lilienfeld a japonským Jōetsu dohoda o partnerství, žák Zdarskyho Theodor Edler von Lerch inicioval lyžování v Jōetsu
- 1991 – další partnerství uzavřeno mezi rodištěm v Kožichovicích u Třebíče a Lilienfeldem
- Muckenkogel – pořádá každý rok 19. března u Traisner Hütte památný nostalgický lyžařský závod jako za časů Zdarskyho
- Muckenkogel – Zdarsky-Erfinderweg / naučná stezka vynálezce Zdarskyho
- Muckenkogel – Zdarsky-Panoramaweg / Zdarskyho panoramatická cesta
- Lilienfeld – jméno ulice, na Zdarskystraße roku 1965 odhalen pomník vytvořený sanktpöltenskou sochařkou Iris Hahnl-Faerberovou (1909–1979)
- Hostivice – pojmenována ulice Žďárského
- Kožichovice – pojmenována ulice Žďárského, pamětní deska, na rodném domě od roku 2016 busta[7]